# NGC 5071
NGC 5071 est une vaste et lointaine galaxie lenticulaire dans la constellation de la Vierge. Sa vitesse par rapport au fond diffus cosmologique est de 13 605 ± 22 km/s, ce qui correspond à une distance de Hubble de 201 ± 14 Mpc (∼656 millions d'al). NGC 5071 a été découverte par l'astronome Albert Marth en 1865.
À ce jour, une mesure non basée sur le décalage vers le rouge (redshift) donne une distance d'environ 186,000 Mpc (∼607 millions d'al). Cette valeur est à l'intérieur des valeurs de la distance de Hubble. Notons cependant que c'est avec la valeur moyenne des mesures indépendantes, lorsqu'elles existent, que la base de données NASA/IPAC calcule le diamètre d'une galaxie et qu'en conséquence le diamètre de NGC 5071 pourrait être d'environ 61,9 kpc (∼202 000 al) si on utilisait la distance de Hubble pour le calculer.